# Chagarcía Medianero
Chagarcía Medianero es un municipio y localidad española de la provincia de Salamanca, en la comunidad autónoma de Castilla y León. Se integra dentro de la comarca de la Tierra de Alba. Pertenece al partido judicial de Salamanca.
Su término municipal está formado por los núcleos de población de Chagarcía y Juarros, ocupa una superficie total de 14,71 km² y según los datos de población recogidos en el padrón municipal elaborado por el INE en el año 2017, cuenta con una población de 81 habitantes.

## Historia
Al igual que las localidades vecinas de Horcajo Medianero y Carpio Medianero toma la denominación "Medianero" por situarse en la mediana (frontera histórica) entre los reinos de León y de Castilla, situándose en el de León, dentro del Alfoz de Alba de Tormes. Con la creación de las actuales provincias en 1833, Chagarcía Medianero quedó encuadrado en la provincia de Salamanca, dentro de la Región Leonesa, formando parte del partido judicial de Alba de Tormes hasta la desaparición de este y su integración en el de Salamanca.

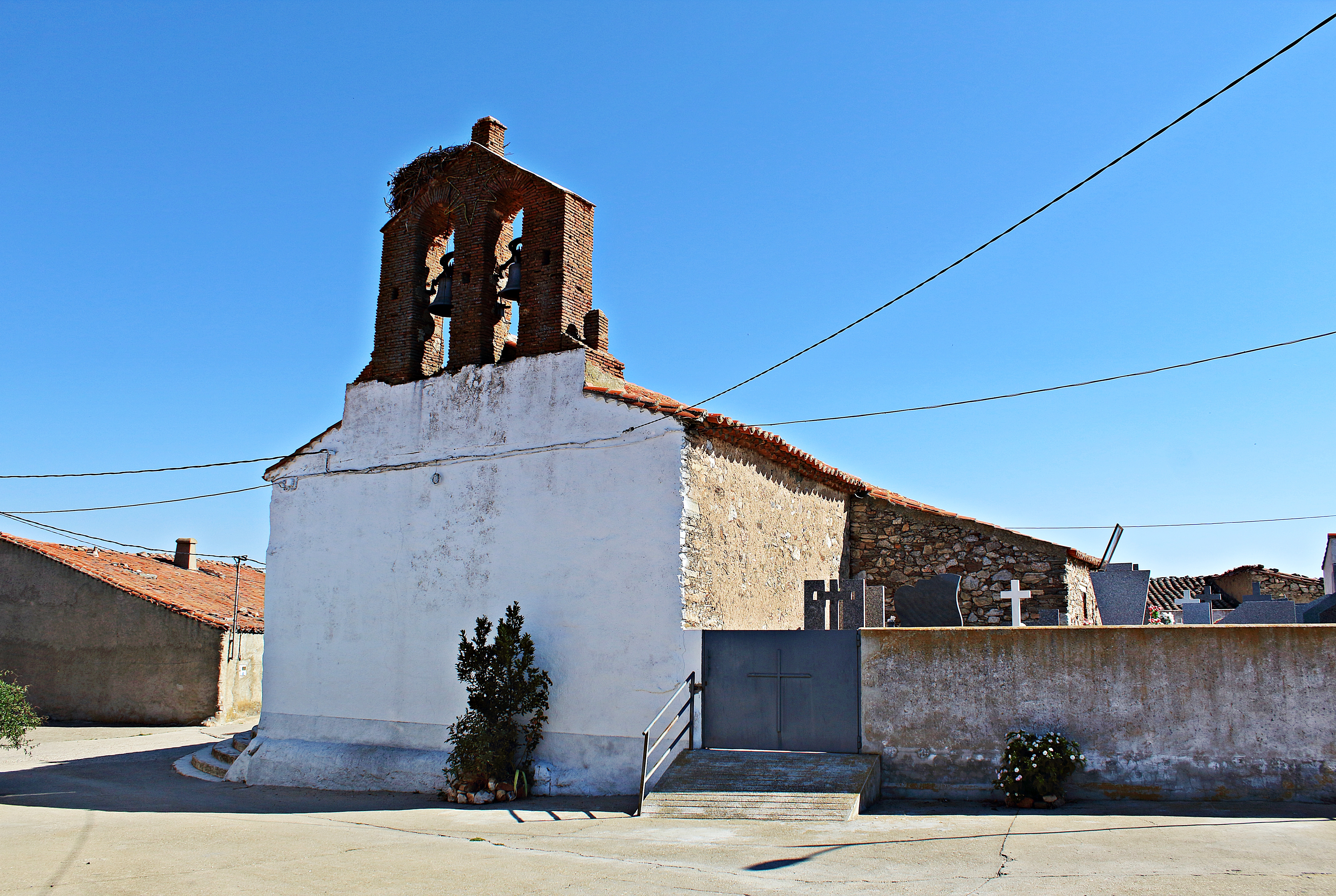
Iglesia y cementerio.

## Geografía humana

### Demografía
Cuenta con una población de 73 habitantes (INE 2024).
| Gráfica de evolución demográfica de Chagarcía Medianero entre 1842 y 2021 |
| |
| Población de derecho según los censos de población del INE Población de hecho según los censos de población del INEEn estos censos se denominaba Cubo de Don Sancho: 1842 y 1857 |

### Núcleos de población
El municipio se divide en dos núcleos de población, que contaban en 2019 con la siguiente población según el INE:
| Núcleo de población | Población |
| ------------------- | --------- |
| Chagarcía Medianero | 80        |
| Juarros             | 2         |

## Administración y política
| Partido político                         | 2019  | 2019  | 2019       | 2015  | 2015  | 2015       | 2011  | 2011  | 2011       | 2007  | 2007  | 2007       | 2003  | 2003  | 2003       |
| Partido político                         | %     | Votos | Concejales | %     | Votos | Concejales | %     | Votos | Concejales | %     | Votos | Concejales | %     | Votos | Concejales |
| Partido Popular (PP)                     | 53,33 | 40    | 2          | 64,71 | 55    | 2          | 62,03 | 49    | 4          | 51,69 | 46    | 4          | 56,76 | 63    | 4          |
| Partido Socialista Obrero Español (PSOE) | 45,33 | 34    | 1          | 31,76 | 27    | 1          | 30,38 | 24    | 1          | 34,83 | 31    | 1          | 24,32 | 27    | 1          |
| Ciudadanos (Cs)                          | —     | —     | —          | 3,53  | 3     | 0          | —     | —     | —          | —     | —     | —          | —     | —     | —          |
| Coalición SI por Salamanca (SI)          | —     | —     | —          | —     | —     | —          | 7,59  | 6     | 0          | —     | —     | —          | —     | —     | —          |
| Unión del Pueblo Salmantino (UPSa)       | —     | —     | —          | —     | —     | —          | —     | —     | —          | 13,48 | 12    | 0          | 0,90  | 1     | 0          |